# متلازمة ويليام
متلازمة ويليام (بالإنجليزية: Williams syndrome) هو اضطراب نادر يصيب الاجهزة المسؤولة عن النمو العصبي، يتميز بتغيرات في شكل الوجه مثل انخفاض جسر الأنف، وتصاحب الحالة سلوك نفسي غير عادي مثل الفرح الدائم وتقبل الجميع عند المصاب؛ إلى جانب تأخر في النمو، ومشاكل القلب والأوعية الدموية، مثل تضيق الأبهر، اكتشف هذه المتلازمة الطبيب النيوزلاندي وليام (JCP) مع عدد من زملائه، في عام 1961, ومن هنا جائت تسمية المرض.
وأول ما كشفت عند أربعة أطفال ليس بينهم أي صلة قرابة وكانوا يشكون من سحنة خاصة أي ملامح وجه مميزة وتأخر عقلي وتضيق في منطقة ما فوق الدسام الابهري للقلب وبعض الحالات ترافقت مع ارتفاع في كلس الدم.

## الأسباب
معظم الحالات تنجم عن حذف جزء من الصبغي السابع وتكون حالات افرادية أي غير وراثية وحالات قليلة تكون وراثية ويمكن ان تنتقل من أحد الوالدين إلى الطفل وكسائر الشذوذات الصبغية فإن سبب هذا الخلل غير معروف تماما.

## أعراض المتلازمة
في حالة متلازمة وليامز تكون الاعراض:
- -عيوب خلقية: يولد الطفل المصاب ولديه تأخر خفيف في النمو داخل الرحم وصغر خفيف في الرأس أي يكون مستوى الذكاء عند هؤلاء الأطفال متوسطا ويكونوا مسالمين.نهاية الانف العلوية منخفضة والشق الطولي أعلى الشفة العلوية يكون قصيرا ويكون هناك طية جانب العين من جهة الانف و قد يشاهد تورم حول العينين وتكونا غالبا زرقاوتان والشفتان بارزتان والفم يبقى مفتوحا. قد يشاهد ضمور في نمو الأظافر. التشوهات القلبية موجودة غالبا واهمها تضيق ما فوق الدسام الابهري وتضيق الشريان الرئوي وتضيق الدسام الرئوي والفتحات ما بين الاذينتين وما بين البطينين وبشكل اقل قد يكون هناك تضيق في الشريان الكلوي.
- -الحواس: يكون صوت الأطفال المصابين خشن ولديهم فرط حساسية للصوت واضطرابات عصبية بسيطة تتظاهر على شكل ضعف خفيف في التكيف الاجتماعي وتكون المنعكسات الوترية زائدة النشاط وتكون الوظيفة الادراكية والحركية عند هؤلاء الأطفال متأثرة أكثر من الكلام والذاكرة واللغة.تشوهات في شكل وحجم العينين، شلل الحنجرة ونقص تصنع الرحى والتحام عظم الكعبرة مع عظم الزند وصغر حجم القضيب وفتق.
- -الشرياني. قد تغيب بعض الأسنان بشكل كامل وتكون الأسنان ناقصة التصنع، تشوهات العمود الفقري وأهمها الحدب والجنف وكذلك تكون حركة المفاصل غير كاملة، تكلس الكلية وعدم تناظر في حجم الكليتين وتكون هناك كلية وحيدة ومتوضعة في الحوض وقد يكون هناك رتج مثاني وتضيق في الاحليل وجذر مثاني حالبي.
- -في مرحلة الطفولة: وعندما يكون الطفل رضيعا يكون لديه اقياءات وامساك ومغص وفي مرحلة الطفولة تظهر لديهم مشاكل التكيف الاجتماعي ومشاكل التحصيل الدراسي.
- في مرحلة البلوغ: قد يصابون بارتفاع التوتر الشرياني، التهابات المجاري البولية، البدانة،حصيات المرارة.

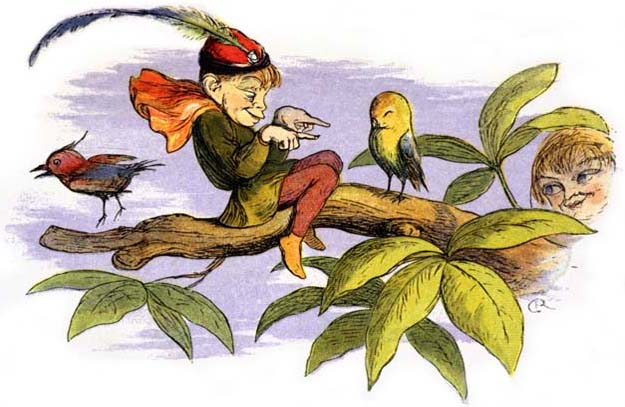
صورة تعبيرية لريتشارد دويلت تصور طائر صغير مع قزم ملامحه تشبه ملامح الوجه المرتبطة بمتلازمة وليامز.

## وصلات خارجية
- GeneReview entry on Williams syndrome
- Williams Syndrome Association website